# 保罗·奥布拉多维奇
保罗·奥布拉多维奇（1986年3月9日—），克罗地亚男子水球运动员。他曾代表克罗地亚国家队参加2012年和2020年夏季奥林匹克运动会水球比赛，获得一枚金牌。